# Crise politique guinéenne de 2007-2008
 (avril 2011).
 (juin 2014).
Si vous disposez d'ouvrages ou d'articles de référence ou si vous connaissez des sites web de qualité traitant du thème abordé ici, merci de compléter l'article en donnant les références utiles à sa vérifiabilité et en les liant à la section « Notes et références ».
La crise politique guinéenne de 2007-2008 intervient à la suite de l'annulation des élections législatives constitutionnellement prévues pour 2007 en Guinée.
Le scrutin a été reporté à une date indéterminée dans le contexte de la répression de la grève générale de 2007, puis une organisation durant l'année 2008 a été proposée par le Premier ministre Lansana Kouyaté, nommé à la suite d'un dialogue politique avec l'opposition. Kouyaté est ensuite limogé par le président Lansana Conté et remplacé par son allié Ahmed Tidiane Souaré, ce qui remet en cause la tenue du scrutin. Conté meurt finalement en décembre 2010, puis l'armée prend le pouvoir lors du coup d'État de 2008 en Guinée.

## Déroulement
Au mois de janvier et février, une grève générale a été déclenchée pour protester contre l'autoritarisme du président Lansana Conté. Les autorités ont réagi par la répression, instaurant un couvre-feu et réprimant violemment les manifestants. Au moins 137 personnes ont ainsi trouvé la mort, ou près de 200 morts selon les sources,. Cette grève a conduit le président à nommer, sous pression de la communauté internationale, un Premier ministre à partir d'une liste établi par les syndicats : Lansana Kouyaté.
Initialement prévues en juin, les élections législatives de Guinée ont été reportées sans indication de date. Le Premier ministre Lansana Kouyaté a estimé, lors d'une rencontre avec les partis de l'opposition, "techniquement impossible" d'organiser les élections avant au moins six mois, le temps de restaurer l'administration et ses représentants dans les différentes provinces du pays.
Lansana Kouyaté a été remplacé en mai 2008 par Ahmed Tidiane Souaré et malgré des aides de pays étrangers, les élections n'ont pas eu lieu. Un coup d'État eu lieu en décembre à la suite du décès du Président de la République.